# جاکارتای شرقی
جاکارتای شرقی (به لاتین: East Jakarta) یک منطقهٔ مسکونی در اندونزی است که در جاکارتا واقع شده‌است. جاکارتای شرقی ۱۸۲٫۷۰ کیلومتر مربع مساحت و ۲٬۹۳۷٬۸۵۹ نفر جمعیت دارد.